# 홈 포 더 홀리데이 (1972년 영화)
《홈 포 더 홀리데이》(영어: Home for the Holidays)는 미국에서 제작된 존 루엘린 목시 감독의 1972년 텔레비전 슬래셔 영화이다. 제시카 월터, 샐리 필드 등이 출연하였고, 폴 영거 윗 등이 제작에 참여하였다.

## 출연진
- 제시카 월터
- 샐리 필드
- 엘리너 파커
- 줄리 해리스
- 월터 브레넌
- 질 하워스
- 존 핑크
- 메드 플로리

## 기타 제작진
- 협력 제작: 토니 토머스